# 四溴化镎
四溴化镎是一种无机化合物，化学式为NpBr
4。它可由溴和金属镎反应制得：
Np + 2Br
2  →  NpBr
4
或由二氧化镎和溴化铝反应得到：
3NpO
2 + 4AlBr
3  →  3NpBr
4 + 2Al
2O
3
但是这种方法会有部分产物分解：
2NpBr
4  →  2NpBr
3 + Br
2
三溴化镎和溴在乙腈存在下反应，可以得到NpBr4·4MeCN。